# Traite de la fourrure maritime

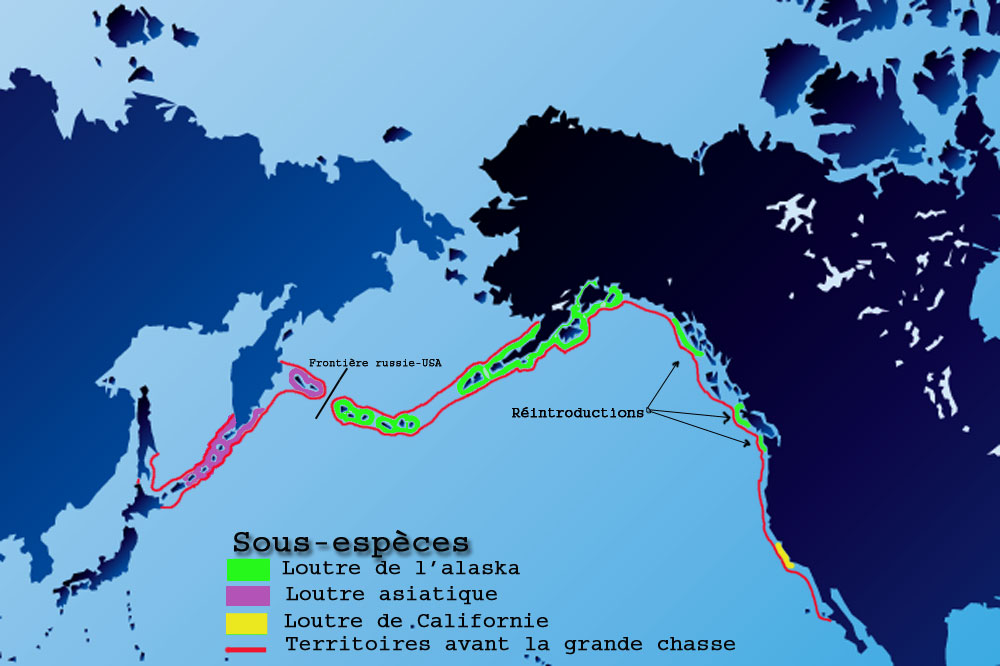
Carte des espèces de loutre de mer chassées

La traite de la fourrure maritime est une traite des fourrures qui était principalement axée sur la fourrure de la loutre de mer, laquelle était acquise des populations indigènes de la côte nord-est du Pacifique (en) et des Premières Nations de l'Alaska.
Les fourrures étaient vendues en Chine, ou échangées contre de la porcelaine, de la soie, du thé ou d'autres biens qui étaient ensuite revendus en Europe. Les fourrures britanniques et américaines arrivaient en Chine par le port de Canton, alors que les marchandises russes étaient importées via la Mongolie et plus précisément par la ville de Kiakhta (aujourd'hui ville russe). 
Bien que les Russes aient été les pionniers en ce qui concerne l'exploitation de la fourrure maritime, ce sont les Anglais et les Américains qui ont ensuite eu le monopole en chassant sur la côte de la Colombie-Britannique. La Compagnie de la Baie d'Hudson et la Compagnie russe d'Amérique ont été les deux plus grands acteurs.

## Russie

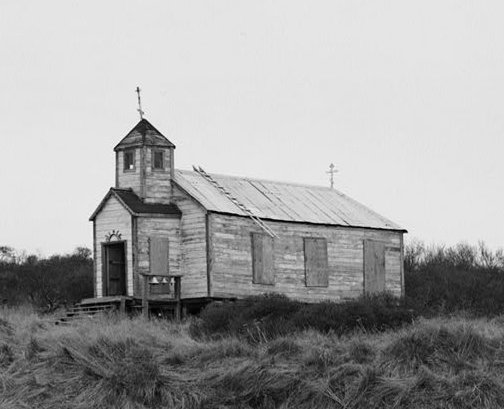
Des traces de la présence russe en Alaska, dans le cadre de la traite des fourrures, y sont toujours visibles : chapelle orthodoxe Saint-Nicolas d'Ekuk.

La traite des fourrures par les Russes dans le Nord-Ouest du Pacifique a commencé après les voyages d'exploration de Vitus Béring et Aleksei Chirikov en 1741 et 1742. Leurs voyages ont démontré que l'Asie et l'Amérique n'étaient pas connectés, mais navigables et que les eaux étaient riches en fourrures. Des commerçants de fourrures autonomes, principalement des promychlenniki, se lancent dans des expéditions à partir de la péninsule du Kamtchatka, en se dirigeant en premier vers les lieux les plus rapprochés tels les îles Komandorski.
Le massacre d'Awa'uq de 1784 a lieu avec le marchand russe Grigori Chelikhov et 130 promyshlenniki locaux sur l'île de Sitkalidak du sud de l'île Kodiak. Des milliers d'Alutiiqs de la tribu Qik’rtarmiut Sugpiat de l'île Kodiak sont tués par les promyshlenniki russes de la compagnie russe d'Amérique qui se sont engagés dans la traite de la fourrure maritime de l'Amérique russe.  Les promyshlenniki ont été encouragés à prendre épouse parmi les populations indigènes,. La même année, Chelikhov fonde la première colonie russe permanente du continent américain sur l'île Kodiak en Alaska.

## Royaume-Uni

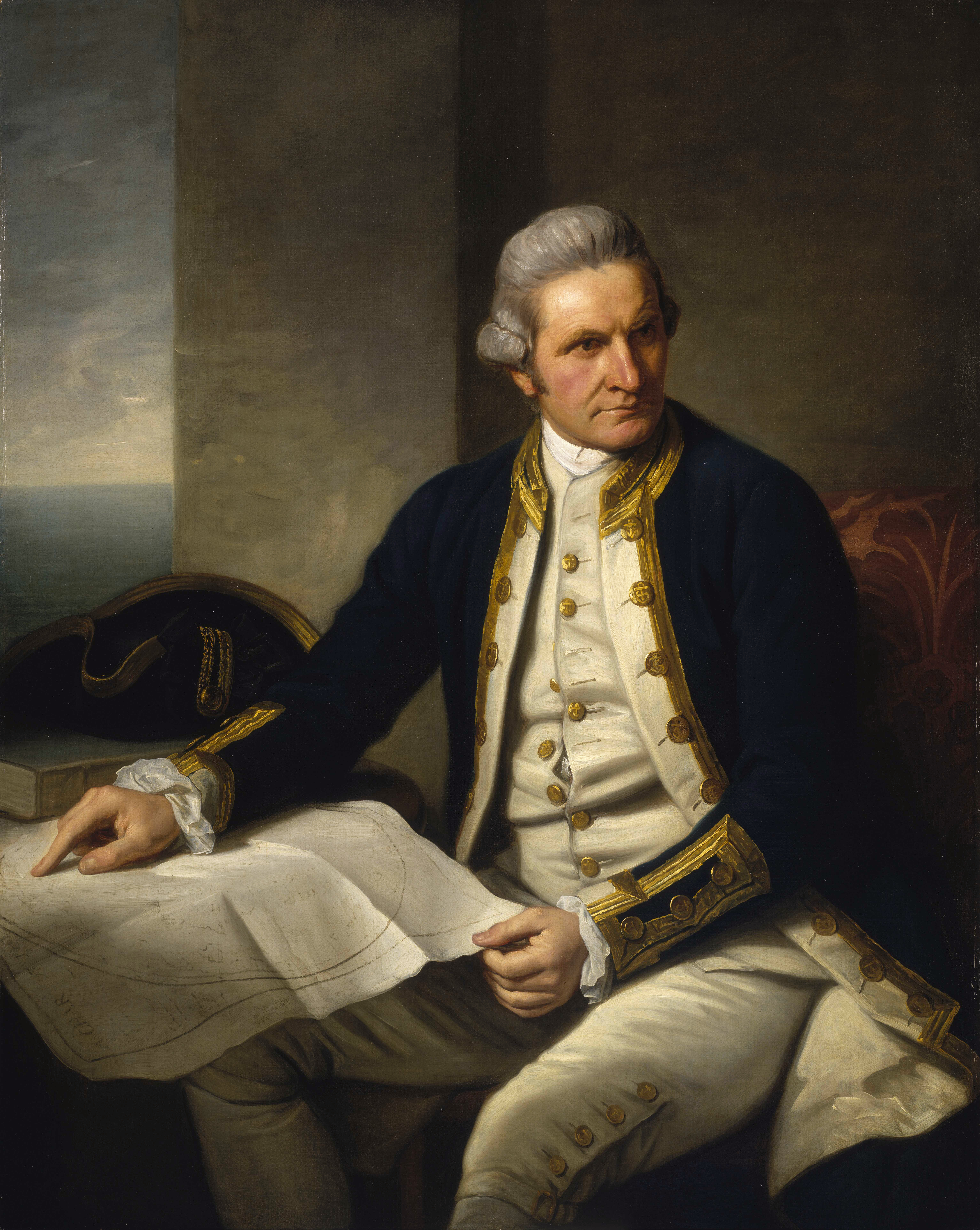
Le capitaine James Cook

L'entrée des Britanniques dans la traite de la fourrure maritime date de 1778 et du troisième voyage du capitaine James Cook.Alors qu'il naviguait vers le nord à la recherche du légendaire passage du Nord-Ouest, Cook découvre les îles hawaïennes. Sur la côte du Nord-Ouest, il passe un mois dans la baie de Nootka, au cours duquel lui et son équipage échangent avec les Nuu-chah-nulth du village de Yuquot. Ils se sont retrouvés avec plus de 300 fourrures, principalement de la loutre de mer, mais ils les pensaient sans grande valeur. 
Plus tard, après que Cook ait été tué à Hawaii, l'expédition visite Canton et est surprise par combien d'argent les Chinois étaient prêts à payer pour les fourrures. Un bénéfice de 1 800% a été fait. James King, un des commandants après la mort de Cook, a écrit, « les avantages qui pourraient être tirés d'un voyage à cette partie de la côte américaine, entrepris avec des vues commerciales, me semblent d'un degré d'importance suffisant pour appeler à l'attention du public. » Les équipages des deux navires étaient si désireux de revenir à la baie de Nootka et d'acquérir plus de fourrures, qu'ils n'étaient « pas loin de mutinerie ». Néanmoins, ils naviguent vers l'Angleterre, où ils arrivent en octobre 1780. Des comptes rendus du voyage de Cook et du commerce des loutres de mer ont été publiés dans les années 1780, déclenchant une ruée des voyages d'entreprises commerciales vers la côte Nord-Ouest.